# Frans Hugo van Nassau-Siegen
 Frans Hugo Ferdinand Gereon van Nassau-Siegen  (Keulen, 18 oktober 1678 - Siegen, 4 maart 1735) was graaf van Katzenelnbogen, graaf van Vianden, graaf van Diez, baron van Beilstein en baron van Ronse.
Frans Hugo werd geboren als zoon van Johan Frans Desideratus van Nassau-Siegen en Isabella Clara du Puget de la Serre. Hij trouwde op 3 juni 1731 met gravin Leopoldine van Hohenlohe-Bartenstein (Bartenstein, 21 augustus 1703 – Aken, 1776), dochter van graaf Philipp Karl van Hohenlohe-Waldenburg in Bartenstein en landgravin Sofie Leopoldine van Hessen-Rheinfels-Rotenburg, zu Wanfried.
Hij werd op 17 december 1699 samen met zijn broers Alexius en Emanuel Ignatius baron van Ronse, maar kreeg de volledige controle over de baronie op 11 oktober 1715. In 1727 werd hij vice-regent van Nassau-Siegen.
Frans Hugo is bijgezet in de grafkelder van Nassau-Hadamar.

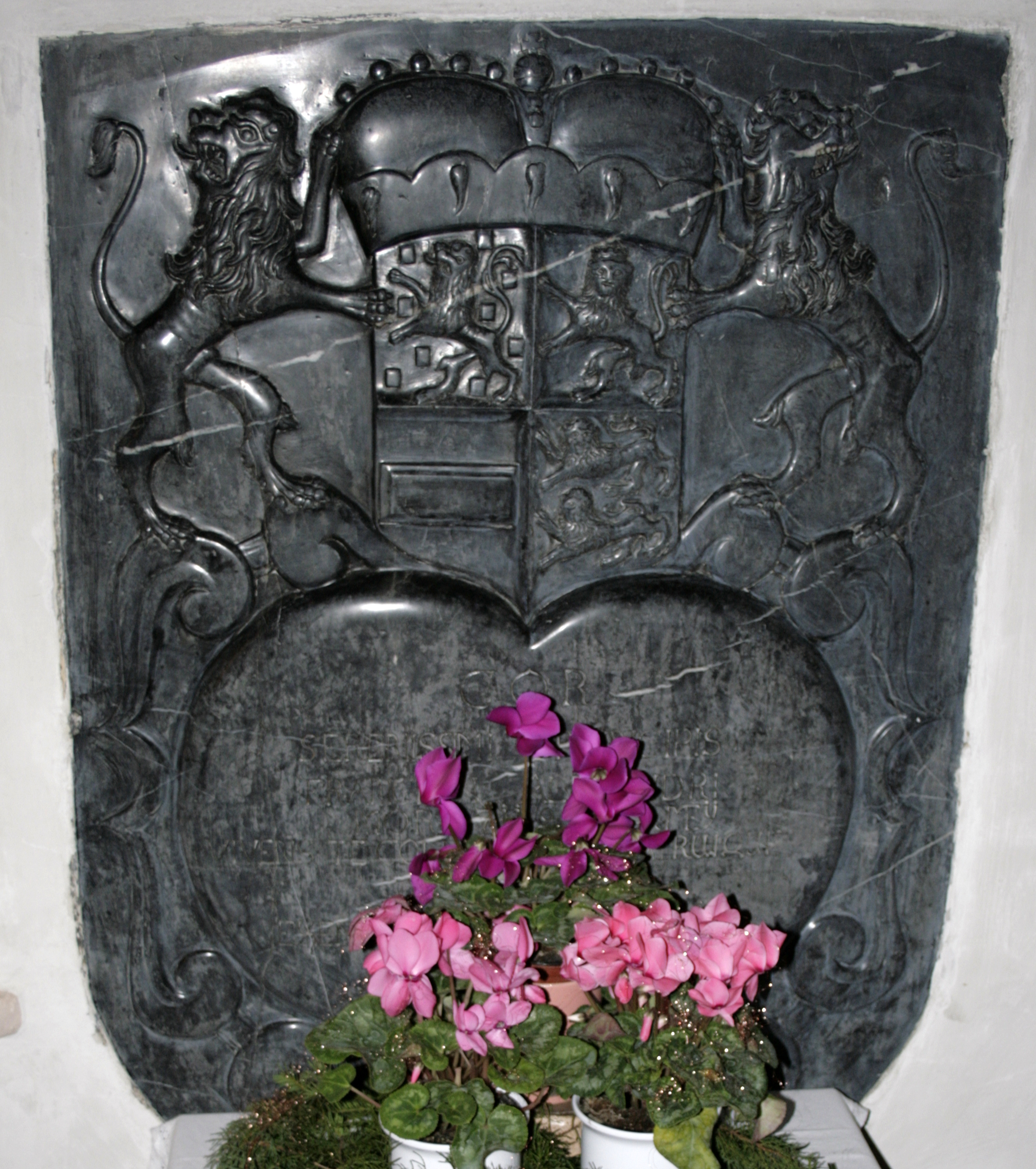
Epitaaf Frans Hugo van Nassau-Siegen
wapen Frans Hugo van Nassau-Siegen